# Hospital de Custódia e Tratamento Psiquiátrico Professor André Teixeira Lima
O Hospital de Custódia e Tratamento Psiquiátrico Professor André Teixeira Lima conhecido também como Franco da Rocha I é um hospital psiquiátrico, ou hospital-presídio, localizado no município de Franco da Rocha, fundado em 31 de dezembro de 1933. Antigamente seu nome era Manicômio Judiciário de Franco da Rocha. Seu nome é em homenagem ao psiquiatra André Teixeira Lima, primeiro diretor responsável pelo antigo manicômio, por 30 anos.
Possui oito pavilhões que comportam até 60 internos aonde se inclui o pavilhão 8 com pessoas extremamente debilitadas. As vidraças são empoeiradas cobertas por grades por dentro e por fora, sendo o ambiente esfumaçado e escuro com exceção do Pavilhão 5 recentemente reformado, pedras na comida extremamente dura e a falta de tratamento odontológico fazem a maioria dos pacientes perderem os dentes, quase todos de aspecto Lombrosiano, apesar de haver no local um sofisticado laboratório odontológico. .
Os pacientes abrigados, são pessoas inimputáveis, que cometeram algum tipo de crime perante a Justiça, mas não tem como reconhecerem ou pagaram por seus atos devido às suas condições psíquicas.
Recebeu a primeira turma em 1934, de doentes mentais criminosos, num total de 150 homens. O paciente de registro n° 1 é o austríaco Wilheim Holtezmann, um jardineiro de 21 anos. Holtezmann, foi assassino de um amigo em um baile carnavalesco, num ataque de psicose aguda, utilizando uma garrucha, por meio de coronhadas.
Esta unidade, possui um acervo histórico datado de 1897, onde se utilizava eletrochoque e lobotomia nos tratamentos.